# Personaggi di Forgotten Realms
In questa voce sono raccolti i personaggi dell'ambientazione Forgotten Realms per il gioco di ruolo Dungeons and Dragons.

## Alusair Nacacia Obarskyr
Alusair Nacacia Obarskyr è un personaggio immaginario appartenente all'ambientazione Forgotten Realms per il gioco di ruolo fantasy Dungeons & Dragons.
Famosa guerriera umana e attualmente (1372 CV) reggente del Cormyr, è la seconda figlia di Azoun IV, condottiero e defunto sovrano del regno.
Dipinta come una giovane nobile ribelle determinata a forgiare da sé il proprio destino divenuta poi una grande condottiera, Alusair vive una vita estremamente avventurosa ma di grandi responsabilità, viaggiando attraverso Faerûn per contrastare le forze del male, proteggendo da esse il regno con la forza della sua spada, pronta a morire per difendere i suoi ideali.

## Artemis Entreri
Artemis Entreri è un personaggio immaginario creato da R. A. Salvatore protagonista di alcuni romanzi di Forgotten Realms, ambientazione per il gioco di ruolo Dungeons & Dragons.

### Descrizione

#### Storia
Artemis Entreri è probabilmente il miglior assassino e guerriero di tutti i reami. Artemis proviene dai bassifondi di Calimport, una città nel sud di Faerûn e compare per la prima volta nell'opera Le lande di ghiaccio (titolo originale The Crystal shard), primo volume della Trilogia delle terre perdute, ma solo verso la fine del libro e molto viene lasciato all'immaginazione; appare nella città di Bryn Shander, cercando Regis l'halfling. Ha un ruolo importante nei volumi seguenti, combattendo contro Drizzt Do'Urden e torturando Regis. Lavora al servizio del Pascià di Calimport, Pook, e successivamente servirà Jarlaxle il mercenario a Menzoberranzan per poi seguirlo nella sua perenne ricerca di avventura e profitto, principalmente perché questi gli promette nuovi scontri con la sua nemesi e negli ultimi libri per scoprire il senso ultimo della sua vita. Nel corso della sua ultima avventura, in compagnia del drow Jarlaxle, Entreri attraverso il suo pugnale incantato uccide un demone d'ombra assorbendo parte dell'anima di quest'ultimo, ed infondendo in se stesso il potere dell'ombra; in seguito a ciò Entreri acquisisce una maggior vitalità e longevità, ed ora egli probabilemte vivrà a lungo tanto quanto un elfo.

#### Personalità
Acerrimo nemico di Drizzt Do'Urden perché suo esatto contrario, Entreri vive una vita vuota cingendo alleanze allo scopo di trarne il massimo profitto, ma l'unica cosa che lo interessa davvero è il raggiungimento del perfetto stato guerriero. Secondo Drizzt, Artemis Entreri non è altro che «un involucro senza sostanza che vive una vita vorticosa avvolto nelle pericolose tenebre della malvagità» e questi sa dentro di sé che il nemico ha ragione. In uno scontro si getta sul suo nemico privo di guardia cercando l'oblio definitivo della morte ma alla fine la sua adamantina volontà a sopravvivere lo salva.
Alla soglia dei quarant'anni inizia ad essere stanco di questa vita di continui pericoli e complotti, ma cambiare stile di vita non è semplice, le ombre di centinaia di omicidi passati lo incalzano continuamente non permettendogli un facile transito verso uno stato superiore. Il drow Jarlaxle lo aiuta in queste scelte vedendo il vero valore dell'animo dell'assassino seppellito dietro un coriaceo muro di sfiducia e rancore.

#### Armi ed oggetti magici
Entreri utilizzava come armi una sciabola ed un pugnale tempestato di gioielli e gemme. Il pugnale, a differenza della sciabola, è magico: quando un nemico sta per essere ucciso, il pugnale trasferisce l'energia vitale della vittima a colui che lo impugna.
Entreri non è in possesso di alcun oggetto magico, a parte il pugnale. Però ne ha utilizzati diversi, tra cui:
- una maschera magica, rubata a Drizzt, la quale permette di assumere le sembianze di qualsiasi tipo di creatura di Toril;
- un pendente di rubino, rubato da Regis a Pascià Pook, che permette di costringere chiunque a compiere la volontà del suo padrone (recuperato poi da Regis ne: "Le lande di fuoco");
- ne Il servitore della reliquia (terzo volume della serie I sentieri delle tenebre), Artemis è entrato in possesso della potente spada magica chiamata "Artiglio di Caronte" e di un guanto capace di assorbire la magia nell'unione con la spada. La nuova arma di Entreri è potenzialmente pericolosa anche per il suo stesso proprietario: infatti, chi la impugna senza la protezione del guanto è costretto ad ingaggiare con l'arma un confronto di volontà che comporta, nella maggioranza dei casi, la sconfitta e la morte. Artemis Entreri si è tuttavia rivelato in grado di sconfiggere l'arma, ed è ora in grado di impugnarla anche senza guanto. La spada potenzialmente pericolosa per chiunque ferisca possiede anche la peculiare abilità di emettere un campo di luce nera che permette la visione al buio nascondendo peraltro il possessore, è in grado di emettere volute di cenere fluttuante ed infine colpisce il bersaglio oltrepassando qualsivoglia barriera magica posta a protezione di esso. Nell'impresa di impossessarsi di un importante oggetto magico (ne "La promessa del re stregone", secondo volume della trilogia I soldati di ventura) Entreri distrugge il guanto magico. Nell'ultimo libro della trilogia I soldati di ventura, "La strada del Patriarca", Jarlaxle gli consegnerà di nuovo il potente guanto, riparato dal suo luogotenente, lo psionico Kimmuriel Oblodora.
- Ne La promessa del re stregone  (secondo volume della trilogia  I soldati di ventura ) Jarlaxle consegna ad Entreri una statuina di ossidiana raffigurante un cavallo capace di evocare una "creatura equina dei piani inferiori" (un essere particolarmente potente, descritto nel Manuale dei Mostri come "Incubo"). Di questa statuina il drow possiede una copia gemella.
- Ne Le lande di fuoco Entreri entra in possesso della statuina di Guenhwyvar (la pantera di Drizzt) ma non la utilizza.

(R.A. Salvatore, L'esilio di Drizzt)

## Bruenor Battlehammer
Bruenor Battlehammer è un personaggio immaginario creato da R.A. Salvatore le cui avventure si svolgono nell'universo di Forgotten Realms. Protagonista di molti libri, affianca il forse più famoso Drizzt Do'Urden, un drow rinnegato la cui storia è narrata in numerose serie di romanzi scritte da Salvatore.

### Descrizione fisica
Bruenor Battlehammer è un nano dalla barba rossa, basso e grasso come tipico della sua razza, con un naso appuntito che sarà più volte oggetto di scherno da parte dei suoi amici. Ha circa 250 anni ed è a capo del clan nanico cui appartiene. Non ha figli, ma ha adottato l'umana Cattie-brie e il barbaro Wulfgar, crescendoli come fossero suoi. Durante la prima guerra contro i drow, Bruenor è stato sfregiato in volto. Gli è rimasta una profonda cicatrice che parte dalla fronte per terminare nell'angolo destro della bocca, attraversando diagonalmente l'occhio sinistro, ferita che lo ha reso parzialmente cieco, ma solo temporaneamente; dopo diversi anni, terminata la battaglia decisiva contro Menzoberranzan, un potente chierico di Luna d'Argento è riuscito a risanare il suo volto con potenti incantesimi, consentendo a Bruenor di tornare a vedere come prima.

### Oggetti magici
Bruenor non ha con sé oggetti degni di nota come il martello da guerra Aegis-Fang di Wulfgar o le due scimitarre di Drizzt Do'Urden, ma solitamente viaggia con un'ascia su cui è solito segnare con una tacca ogni nemico eliminato. Dopo la riconquista di Mithral Hall, rindosserà l'armatura di suo padre, completamente in mithral.

### Bruenor inDungeons & Dragons
Nel gioco di ruolo fantasy Dungeons & Dragons, Bruenor è un nano di classe Guerriero. Il suo allineamento è Neutrale Buono. Il suo nome compare negli esempi del Manuale del giocatore.

### Storia

#### Trilogia degli elfi scuri
Il personaggio di Bruenor Battlehammer appare per la prima volta nella cronologia di Forgotten Realms nell'ultimo dei volumi della Trilogia degli elfi scuri (1990-1991), in cui compare anche la figlia adottiva Cattie-brie. Qui, in un primo momento Bruenor non ha permesso che la figlia frequenti Drizzt Do'Urden, l'elfo scuro rinnegato, ma, a seguito di uno scontro in cui proprio l'elfo ha salvato la vita al nano, i due diventeranno grandi amici.

#### Trilogia delle terre perdute
Bruenor Battlehammer è uno dei protagonisti dei tre volumi de La trilogia delle terre perdute (1988-1990). A seguito della sconfitta dei barbari nell'attacco alle Ten-Towns, Bruenor ha preso con sé il giovane Wulfgar, ma ad un patto: in cambio della sua vita risparmiata sul campo di battaglia, il barbaro dovrà lavorare nelle miniere dei nani per cinque anni ed un giorno. Ma fra i due in breve si è instaurato un rapporto di amicizia e stima reciproca, tant'è che Bruenor ha forgiato per colui che considera oramai un figlio adottivo un artefatto: il mitico martello Aegis-Fang. È grazie a quest'arma che il giovane barbaro, una volta libero dagli obblighi, è riuscito, con l'aiuto di Drizzt Do'Urden, a sconfiggere il drago bianco Gelida Morte (Icingdeath nella versione originale in inglese), il cui vero nome è Ingeloakastimizilian. Grazie a quest'impresa, Wulfgar è riuscito ad ottenere il diritto di sfidare il capo barbaro della sua tribù e a prenderne il posto.
Quando la minaccia dello stregone Akar Kessel, il nuovo padrone della reliquia Crenshinibon, ha iniziato ad espandersi verso le Ten-Towns, Bruenor si è rifiutato di partecipare alla guerra, poiché le cittadine sui laghi non sono sembrate intenzionate ad unirsi contro la minaccia; ma il nano è stato il primo ad attaccare parte dell'esercito dello stregone, decimandoli, per poi barricandosi all'interno della sua rocca. Ma durante la guerra Bruenor decise di correre nuovamente in aiuto degli umani assediati, scavando con il suo clan numerose gallerie nel Sottosuolo per giungere nel campo nemico e infliggendo gravi danni. Sconfitta la minaccia e persa la reliquia, Drizzt si è visto costretto a giurare a Bruenor, sul letto di morte, di accompagnarlo alla ricerca della sua vera casa: Mithral Hall.
Giunta la primavera, un gruppo di amici, inizialmente composto da Bruenor, Wulfgar e Drizzt Do'Urden, si è così avviato verso il luogo dove il nano pensava di ritrovare l'antica patria. A loro si è unito all'ultimo momento Regis l'halfling, in fuga da Artemis Entreri, un sicario incaricato di riportare il ladro a Calimport. Dopo un lunghissimo viaggio, Bruenor è giunto finalmente alle porte di Mithral Hall, dove, oltre a veder scomparire Regis – rapito da Entreri – e ritrovare Catti-brie – condotta fin lì sempre da Artemis, come esca – ha assistito alla scomparsa dell'amico Drizzt sotto una frana. Preso dallo sconforto, si è battuto contro Shimmergloom, un drago d'ombra che aveva la sua tana a Mithral Hall; il nano è riuscito a sconfiggerlo, cadendo però insieme ad esso in un pozzo senza fondo.
Le sue vicende sono riprese dopo diverso tempo, quando finalmente è riuscito a scappare dalle fornaci occupate da duergar e tornare in superficie per cercare i suoi amici, impegnati nel frattempo a ritrovare Regis. Una volta salvati e riunitisi tutti e cinque, hanno fatto ritorno a Mithral Hall: qui, aiutati dall'intero clan Battlehammer e da altri nani degli scudi venuti appositamente, sono riusciti a far fuggire i duergar e riprendere il controllo della miniera.
Bruenor è stato così eletto ottavo re di Mithral Hall, e il suo busto esposto insieme a quelli dei vecchi re nella sala reale.

#### L'eredità di Drizzt
In questa serie di libri, Mithral Hall è stata nuovamente minacciata: Vierna, sorella del drow Drizzt Do'Urden, insieme a Jarlaxe Baenre, un abile mercenario, e Artemis Entreri, hanno cercato di uccidere il drow rinnegato, arrivando ad attaccare le porte della rocca nanica. Bruenor, assieme a Cattie-brie ed al suo futuro marito Wulfgar, si è lanciato in aiuto dell'amico. Sono riusciti poi ad uccidere Vierna e a ridurre Artemis Entreri in fin di vita, ma ad un caro prezzo: Wulfgar è morto per salvare loro la vita contro uno Yochlol, un servo della dea Lolth, mentre il nano ha perso un occhio.
Bruenor è rimasto sconvolto dalla perdita del figlio e futuro marito di Cattie-brie, e si è chiuso in uno stato di apatia. Nel frattempo, Drizzt ha deciso di abbandonare Mithral Hall per fare ritorno a Menzoberranzan, concludendo una volta per tutte la vicenda scappando di nascosto dalla rocca nanica. Ma Cattie-brie lo ha seguito; insieme sono riusciti successivamente a sventare i piani dei drow, venendo anche a conoscenza di una minaccia ancora peggiore, rappresentata della decisione degli elfi oscuri di attaccare Mithral Hall e conquistare il mondo di superficie.
Dopo che Bruenor si è ripreso, pronto a vendicarsi in onore del barbaro, i drow hanno attaccato in forze su più fronti; ma l'alleanza fra nani, uomini, barbari e, per la prima volta, svirfneblin, è riuscita a ricacciare i drow nelle viscere della terra, infliggendogli gravi perdite.

### Diffusione
Bruenor Battlehammer è presente nelle seguenti opere, pubblicate in Italia da Armenia Edizioni:
- Trilogia degli elfi scuri
  - L'esilio di Drizzt
- Trilogia delle terre perdute
  - Le lande di ghiaccio
  - Le lande d'argento
  - Le lande di fuoco
- L'eredità di Drizzt
  - L'eredità
  - Notte senza stelle
  - L'assedio delle ombre
  - L'alba degli eroi

Inoltre, accenni al suo personaggio possono essere trovati qui:
- I sentieri delle Tenebre
  - La lama silente
  - Il mare delle spade
- La lama del cacciatore
  - L'orda degli orchi
  - Il cacciatore solitario
  - Le due spade

### Adattamenti
Il cognome di Bruenor, ovvero Battlehammer, dal nome del clan di appartenenza, viene mantenuto nella forma originale in inglese nelle edizioni italiane dei romanzi della Trilogia delle terre perdute. Viene invece tradotto in "Martello da Guerra" a partire dal primo volume della quadrilogia L'eredità di Drizzt e nell'unico libro in cui compare della Trilogia degli Elfi scuri, ovvero L'Esilio di Drizzt. Infatti, la Trilogia delle terre Perdute è stata la prima opera di R.A. Salvatore pubblicata in Italia, e non è stato pensato di tradurre il nome del nano, cosa che invece avviene in opere successive. In Francia invece, il nome viene tradotto in Marteaudeguerre, mentre il nome Bruenor è mantenuto in tutte le lingue in cui sono tradotte le opere.

## Cadderly Bonaduce
Cadderly Bonaduce è un personaggio immaginario creato da R.A. Salvatore le cui avventure si svolgono nell'ambientazione Forgotten Realms per il gioco di ruolo Dungeons & Dragons. È un umano chierico ed Eletto di Deneir, dio della conoscenza.
La Armenia Edizioni ha pubblicato in Italia i cinque romanzi della saga The Cleric Quintet, il cui protagonista è, appunto, Cadderly:
- Il cantico
- Le Ombre della Foresta
- Le Maschere della Notte
- La Fortezza Caduta
- La Maledizione del Caos

## Fzoul Chembryl
Fzoul Chembryl è un personaggio immaginario dell'ambientazione Forgotten Realms per il gioco di ruolo Dungeons and Dragons.
È un esarca al servizio di Bane. In precedenza era al suo servizio come mortale, nella veste di "Eletto di Bane", poi asceso al grado di Esarca in seguito alla morte in battaglia contro Shade.

### Storia
Agli albori della sua partecipazione negli Zhentarim servì come sottoposto di Manshoon, il fondatore della Rete Nera. Rimase secondo in comando per anni, apparentemente contento della sua posizione. Tuttavia, in collaborazione con Lord Orgauth (il signore di Zhentil Keep del tempo, in realtà un diavolo che ne aveva assunto le sembianze) uccise il mago e assunse il pieno potere sull'organizzazione nel 1370. Alla morte di Manshoon si attivarono diversi cloni del mago, uno dei quali, dichiaratosi il vero Manshoon, decise di riconoscere Fzoul come capo. Una volta al vertice degli Zhentarim, fece di tutto affinché la Rete Nera e la chiesa di Xvim (figlio mezzo-immondo di Bane, il quale però riprenderà il suo posto risorgendo attraverso lo stesso Xvim) divenissero tutt'uno negli scopi. Successivamente il suo ultimo rivale, Lord Orgauth, morì, dopo che Fzoul aveva appreso da Khelben "Bastone Nero" Arunsun, in un incontro segreto a Voonlar nel 1369, la verità sul conto del signore di Zhentil Keep, cioè la morte del vero Lord Orgauth nella guerra del 1368. Fu ucciso da Scyllua Darkhope, che venne poi avvicinata da Fzoul e introdotta nella Rete Nera.
Anni dopo mosse guerra verso Hillsfar, conquistandola, e poi verso sud, invadendo Shadowdale e altre valli, nonché il Cormanthor, fallendo però in quest'ultimo intento.
Tra il 1376 e il 1379 muore combattendo contro le Tenebre Netheresi della città di Shade.

### Cronologia
1363 CVAcquista autorità a Zhentil Keep presso il Santuario Oscuro di Bane.
1368 CVLegge ad alta voce la Vera Vita di Cyric, che provoca direttamente la caduta del Zhentil Keep.
1370 CVUccide Manshoon e prende il comando degli Zhentarim 
1372 CVBane risorge 
Fzoul rinnova la sua fedeltà al Signore Nero e converte Zhentil Keep al culto di Bane
1374 CVSi allea con il Casato Jaelre ed il Clan Auzkovyn per impedire Il Ritorno a Myth Drannor.
Ordina a Scyllua Darkhope di occupare la Strada del Mare della Luna.
Ordina a Scyllua Darkhope di invadere Shadowdale con l'aiuto della Chiesa di Shar e i drow del Casato Dhuurniv.
1375 CVAddossa interamente la colpa dei fallimenti nel Cormanthor su Scyllua Darkhope per salvare la faccia con i suoi alleati drow.
1376 DRRotta l'alleanza Drow, Fzoul offre la pace agli elfi del Cormanthor, che accettano. Ilsevele Miritar dà Hillsfar e le terre più a nord agli Zhentarim, così come il libero passaggio lungo la Strada del Mare della Luna e la Strada Rauthauvyr a patto che non venga abbattuto un albero, ferito o ucciso un qualsiasi elfo e che nessuno si allontani più di 30 passi dal sentiero.
Tra il 1376 DR e 1379 DRviene ucciso mentre difende Zhentil Keep contro l'attacco Netherese.
Bane eleva Fzoul Chembryl al grado di Esarca.

## Sette Sorelle
Le Sette Sorelle, personaggi immaginari appartenenti all'universo dei Forgotten Realms e creazioni di Ed Greenwood, sono sette donne immortali, tutte figlie ed Elette della dea Mystra.  

### Storia
Le Sette Sorelle sono figlie del ranger Dornal Silverhand e di sua moglie, la stregona Elué, chiamata "La Signora del Portale". Poiché Elué possedeva in sé la dea della magia Mystra, le sue figlie furono anche figlie della dea. Tuttavia, Elué dopo il parto morì, dato che non riuscì a contenere il potere divino; Dornal abbandonò la famiglia in preda al dolore. Le Sette Sorelle furono così cresciute da diversi mentori sparsi in tutto Faerûn.

### Le Sette Sorelle
Le Sette sorelle sono, in ordine cronologico di nascita:

#### Sylune Silverhand
Sylune è la sorella più anziana. Fu uccisa mentre difendeva Shadowdale dall'attacco di un drago rosso. Attualmente sopravvive in forma di un potente fantasma che veglia sulle terre e sulle genti.

#### Alustriel Silverhand
Alustriel Silverhand, Signora di Silverymoon, ha dedicato la sua esistenza all'edificazione di un reame pacifico, forte e dedito alla cultura. Questo regno si trova nelle Marche d'Argento del selvaggio Nord.

#### Dove Falconhand
A differenza delle altre sorelle, le capacità magiche di Dove sono secondarie rispetto alla sua abilità nelle armi. Famosa tra le file dei Cavalieri di Myth Drannor è sposa di uno di essi, Florin Falconhand.

#### Storm Silverhand
Storm Silverhand è stata una delle guide degli Arpisti per molti anni. Riveste anche il titolo di Barda di Shadowdale.

#### Laeral Silverhand
Conosciuta come la Lady della Magia di Waterdeep, sposa di Khelben "Bastone Nero" Arunsun, Laeral Silverhand è a capo con il marito delle Stelle Lunari, gruppo distaccato degli Arpisti.

#### La Simbul
Il vero nome della Simbul è Alassra, ed è la signora dell'Aglarond con il titolo di Strega-Regina. È ritenuta la più potente stregona di Faerûn, tanto da essere riuscita a difendere il reame per generazioni dagli attacchi dei Maghi Rossi di Thay. Attualmente ha una relazione amorosa con Elminster Aumar, al quale ha salvato la vita durante la permanenza di quest'ultimo all'inferno

#### Qiluè Veladorn
Qiluè è la sorella più giovane, ancora poco conosciuta nel Faerûn. Caratteristica peculiare è quella di essere un chierico drow. Venera la dea Eilistraee.

### Caratteristiche comuni
Tutte le Sette Sorelle sono Elette di Mystra. Molti bardi, per decantarle, ricordano la cosiddetta "Runa delle Elette":

## Talatha Vaerovree
Talatha Vaerovree è un personaggio immaginario appartenente all'ambientazione Forgotten Realms per il gioco di ruolo fantasy Dungeons & Dragons. È l'attuale Magister, ovvero il prescelto dalla dea Mystra e dal dio Azuth per diffondere nel Faerûn la conoscenza, il rispetto e l'uso costruttivo della magia arcana (chiamata l'"Arte").
Il personaggio è stato creato da Ed Greenwood nel manuale Secrets of the Magister. La versione per AD&D Seconda Edizione presente nel supplemento è stata aggiornata a D&D Terza Edizione nel manuale Magia di Faerûn, nel paragrafo dove è stato presentato il Magister come archetipo; il prosieguo della storia della vita di Talatha dopo l'accettazione dell'incarico è però poco sviluppata.
Dipinta come una sconosciuta e giovane arcimaga che ha ricevuto divinamente un incarico di enorme potere ma di grande responsabilità e di estremo pericolo, Talatha svolge con entusiasmo la propria missione, viaggiando continuamente attraverso Faerûn incontrando l'accoglienza e il favore degli abitanti (si percepisce d'istinto che si tratta di una persona buona, importante e favorita dalle divinità), ma dovendo sfuggire all'invidia dei maghi bramosi di potere; per questo conduce una vita tristemente solitaria.

### Storia
Talatha è originaria di Yallash, un piccolo villaggio dove, per alcuni anni dopo la sua nascita, ha vissuto con i genitori, Ghendor e Irdiira, e con la prepotente sorella maggiore, Terivelle. Non si sa cosa sia successo ai genitori, né alla sorella, quando una banda di pirati saccheggiò Yallash nel corso di una scorreria sulle coste del Lago dei Vapori; Mirt, allora uno dei capitani dei pirati (ora uno dei Lord di Waterdeep), salvò Talatha dalle fiamme del rogo dalla sua casa per poi portarla a Innarlith, una città indipendente che sorge sulla costa est del grande lago. Il pirata consegnò la bambina, assieme a buona parte del proprio bottino come pagamento per la sua educazione, alle cure del mago Onlagar Blumwood affinché l'uomo, che il fuorilegge conosceva essendo stato suo compagno d'avventura, ne facesse l'apprendista che stava cercando. L'incantatore diventò mentore della giovane, insegnandogli ad utilizzare l'Arte, a creare nuovi incantesimi, a cucinare erbe e raccontandogli la storia di Faerûn; ma fu anche un padre protettivo. La vita di Talatha in città fu particolarmente difficile a causa del naturale timore e della diffidenza dei cittadini nei confronti dei "magi" (maghi e stregoni), costringendola così ad evitare il più possibile ogni contatto sociale. Quando Onlagar morì in seguito ad una malattia, Talatha, dopo averlo seppellito, decise di continuare da sola ad imparare la magia e le tattiche del combattimento magico, per incrementare il suo potere prima di avventurarsi in altri luoghi di Faerûn; ci riuscì rapidamente e in modo sorprendentemente naturale. La sua volontà di evitare la gente le valse l'appellativo di "Sacerdotessa dell'Ombra" di Innarlith. La sua completa solitudine era interrotta solo dalle visite di Boroland Nevilard, un giovane bardo che, tempo prima, cercando un luogo ove dormire, aveva scambiato la casa della maga per rovine disabitate (il giovane ancora oggi non sa che lei è l'attuale Magister). Talatha si divertiva a fare danze rituali solitarie in cerchi di specchi fluttuanti, durante le quali si esercitava a lanciare e controllare incantesimi multipli, capacità rara anche fra i maghi più potenti; proprio per questa sua innata abilità, Azuth, la divinità patrona dei maghi, cominciò a tenerla d'occhio assieme ad oltre una dozzina di altri maghi: fra di loro il dio avrebbe scelto a chi offrire la carica di Magister. Talatha, per la sua natura, diversa da tutti gli altri maghi uomini, ambiziosi e desiderosi di potere, è stata prescelta da Azuth e dalla dea Mystra per ricoprire la carica in quel momento vacante. Azuth ha chiesto a Talatha di diventare Magister nella notte del 24 di Marpenoth dell'anno 1370 CV, e lei ha accettato l'incarico. Da quel momento ha cominciato a viaggiare attraverso Faerûn per svolgere la sua missione e soddisfare il suo ardente desiderio di conoscenza.
Essere Magister significa essere costantemente in pericolo, poiché qualunque mago di Faerûn ambisce a ricoprire tale carica, e per questo non esiterebbe ad affrontare Talatha in un combattimento magico. Fino a prima che Talatha fosse nominata, potendo esserci un solo Magister alla volta, la carica veniva assunta solamente per sconfitta del detentore; questo era un metodo che metteva troppo in pericolo il Magister e che non faceva altro che spingere i maghi ad un uso distruttivo della magia arcana. Quindi, dopo la nomina di Talatha, Azuth e Mystra decisero che questo sistema era sbagliato, e si preoccuparono di far sapere a tutti gli incantatori arcani, tramite i propri sacerdoti, che le "regole" della nomina non erano più le stesse. Questo ha reso di conseguenza la vita del Magister un po' meno difficile, anche se ancora oggi la maggior parte dei maghi non crede al cambiamento.

### Caratteristiche

#### Aspetto fisico
Talatha è un'umana che appare snella e di media altezza; ha i capelli biondo chiaro, lunghi fino alle spalle, ma incredibilmente le sopracciglia brune. Gli occhi sono grigio-fumo. Si muove con grazia ed eleganza, estetizzando il movimento. Veste di solito con abiti lunghi che hanno profondi spacchi laterali poiché odia essere costretta nei movimenti o soffrire il caldo; usualmente tende ad occuparsi poco del suo aspetto esteriore. Quando indossa un mantello, Talatha lo chiude sul davanti con una spilla in acciaio dorato, un oggetto magico chiamato Occhio di Angalar; indossa inoltre la Cintura di Fuoco, un oggetto magico donatogli dal dio Azuth.
Il Magister non porta alcun segno distintivo che rappresenti la sua carica.

#### Personalità
Talatha ama le cose semplici come osservare la natura, danzare, lanciare trucchetti e guardare genuinamente stupita la potenza di Mystra come se le si rivelasse per la prima volta. È una ragazza abbastanza estroversa, e difficilmente si arrabbia o perde la pazienza. Ha imparato a convivere con la solitudine e, anche se a volte si sente sola, resiste al bisogno di avere qualcuno vicino (ha comunque spesso contatti con Azuth). Ama essere creativa (non solo nell'Arte) e cerca sempre di destreggiarsi in nuove attività. Trae grande piacere nell'osservare e seguire da vicino la vita degli abitanti comuni di Faerûn, e spesso, per breve tempo, modifica il suo aspetto per poterlo fare. È estremamente curiosa e vogliosa di scoprire quotidianamente cose nuove.

#### Combattimento
Generalmente Talatha evita di combattere, preferendo difendersi dai primi attacchi per poi fuggire dileguandosi; questo non perché abbia timore, ma perché odia perdere troppo tempo in cose senza senso. Se costretta, affronta il combattimento con estrema lucidità; anche nel mezzo di una battaglia Talatha riesce a restare calma, difficilmente restando vittima della paura. Non ha remore a distruggere nemici particolarmente insistenti. Riesce facilmente a percepire alterazioni della Trama che indicano l'utilizzo della magia nelle vicinanze. Generalmente non utilizza incantesimi di invisibilità, a meno che non le consenta di abbandonare un combattimento; spesso lancia l'incantesimo ESP per capire le intenzioni dei suoi avversari. Una tattica che utilizza è quella di attirare il nemico in uno spazio ristretto per poi bersagliarlo con incantesimi distruttivi basati sul fuoco. Contro gli avversari maghi cerca sempre di bloccarli prima di attaccarli. Azuth le ha mostrato un luogo dove teletrasportarsi con il suo nemico per poterlo indebolire notevolmente: si tratta del Castello Endreth, nei pressi di Starmantle, un edificio in rovina pieno di trappole magiche. Nel castello c'è anche, nascosta in una nicchia pronta per essere utilizzata in caso di emergenza, la Pietra dei Dardi Incantati.

## Tre Ranger
I Tre Ranger (The Rangers Three nella versione originale in inglese) è una compagnia d'avventura (un gruppo di personaggi immaginari) appartenente all'ambientazione Forgotten Realms per il gioco di ruolo fantasy Dungeons & Dragons.

### Storia della compagnia
Prima che il gruppo fosse formato, Itharr e Belkram erano Arpisti, mentre Shar era appena divenuta un Cavaliere di Myth Drannor. Si misero insieme durante il Periodo dei Disordini per combattere, a volte in collaborazione con l'arcimago Elminster, tutti quelli che approfittavano della confusione causata dalle Guerre degli Dei nel tentativo di acquisire potere. Si scontrarono spesso con gli Zhentarim, i Maghi Rossi e i mutaforma Maestri dell'Ombra. Le loro imprese più famose sono il salvataggio di Elminster e la conquista di una potente spada magica presa ai Maestri dell'Ombra e custodita nel Castello delle Ombre, situato nel Piano dell'Ombra, un piano di esistenza della cosmologia di Forgotten Realms. Anche dopo il Periodo dei Disordini i tre decisero di rimanere uniti nella lotta contro il male.

### Personaggi

#### Itharr
Itharr è nato ad Athkatla, capitale dell'Amn, stato sud-occidentale di Faerûn. È generalmente tranquillo, anche se a volte è soggetto a sbalzi d'umore; cerca di non mettersi in mostra, rivelando un carattere oscuro.

#### Belkram
Belkram è nato a Baldur's Gate, città della Costa della Spada, regione delle Terre Centrali Occidentali. È il più attaccabrighe del gruppo, e spesso viene coinvolto in risse, dove sedie e tavoli sono le sue armi preferite.

#### Sharantyr
Sharantyr, (spesso chiamata con il nomignolo "Shar"), è una ranger originaria, come Belkram, di Baldur's Gate, anche se conosce davvero poco la città. Prima di essere il terzo componente dei Tre Ranger, era una novizia dei Cavalieri di Myth Drannor, un'altra compagnia d'avventura.
La sua arma preferita è la spada a due mani del padre.

##### Storia
Quando Shar aveva due anni, i suoi genitori, il mercante Zunzyr Thalomm e Nathla, che passavano la maggior parte del tempo viaggiando per il Nord portando con loro la figlia, furono uccisi da una banda di troll. Shar, che riuscì a fuggire, venne trovata dal gentile ranger Thauntyr, che la sorprese mentre girovagava inerme in una foresta; l'uomo la curò e si prese cura di lei per vent'anni, fino alla sua morte. Con l'assenza del padre adottivo, Shar iniziò a viaggire per Faerûn fino a che non fu catturata da una banda di esploratori drow; gli elfi scuri la fecero prigioniera e la condussero nel Sottosuolo; lì fu salvata dai Cavalieri di Myth Drannor che, vedendo l'abilità della ragazza con la spada, decisero di chiederle se voleva far parte della compagnia. Shar accettò.
Oltre che essere di bell'aspetto, ha un carattere gentile e amabile, anche se non lascia trasparire facilmente le proprie emozioni.

##### Aspetto fisico
Sharantyr è un'umana dai lunghi capelli castani e dagli occhi grigio-verde; il suo fisico è esile ma agile.

## Wulfgar
(R.A. Salvatore, Le lande di ghiaccio)
Wulfgar è un personaggio immaginario creato da R.A. Salvatore le cui avventure si svolgono nell'ambientazione Forgotten Realms per il gioco di ruolo Dungeons & Dragons. Protagonista di numerosi romanzi, affianca il forse più famoso Drizzt Do'Urden, un drow rinnegato la cui storia è raccontata in numerose trilogie dello stesso autore.

### Caratteristiche

#### Aspetto fisico
Alto quasi due metri, Wulfgar conserva dentro di sé il tipico aspetto dei barbari abitanti della Valle del Vento Ghiacciato. È un uomo dalla forza sovrumana, capace di rompere la testa di un altro barbaro solamente con l'uso delle mani. Viene riconosciuto in tutte le città in cui arriva, sovrastando tutte le altre persone, e grazie alla sua forza brandisce con disinvoltura l'artefatto Aegis-Fang. La sua età è all'incirca 35 anni – un paio di anni più giovane di Cattie-brie.

#### Oggetti magici

##### Aegis-Fang
Aegis-Fang è un martello da guerra magico forgiato dal nano Bruenor Battlehammer appositamente per Wulfgar e donatogli al termine di un periodo di servizio forzato presso di lui. Forgiato in mithral, su di esso il nano impresse alcuni simboli religiosi durante una cerimonia segreta (a cui però Drizzt assistette all'insaputa di Bruenor stesso). Sul primo lato della testa dell'arma il nano incise il simbolo del dio Moradin, il Forgiatore di Anime, costituito da un'incudine ed un martello; sull'altro invece incise il simbolo di Clangeddin, dio nanico della guerra, costituito da due asce incrociate. Completò quindi l'opera incidendo sul resto del martello alcune rune sacre, infondendo così la magia nell'arma. Il martello, alla morte del barbaro, è stato reclamato dal nuovo capo della tribù barbara Berkthgar, ma Bruenor non gli ha concesso l'onore di impugnarlo, preferendo che l'artefatto rimanesse a Mithral Hall. Tra le sue caratteristiche magiche, la capacità straordinaria di ritornare nelle mani del possessore quando viene lanciato. Aegis-Fang è diventata un'arma leggendaria presso le tribù barbare della Valle del vento gelido, anche se il destino dell'arma è rimanere nelle mani di Wulfgar e successivamente alla sua morte nei saloni di Mithril Hall, il regno del padre Bruenor BattleHammer.

### Storia
Della nascita di Wulfgar si sa poco, se non della sua appartenenza alla Tribù dell'Alce e del nome di suo padre, Beornegar. Nel primo romanzo in cui il personaggio compare (Le Lande di Ghiaccio), Wulfgar e il suo popolo barbaro guidato da re Heafstaag tentò di attaccare le Dieci Cittadine, piccoli insediamenti sorti sulle rive dei laghi ghiacciati a nord della Spina Dorsale del Mondo. Il popolo dei nani a cui appartiene Bruenor Battlehammer, insieme all'elfo scuro Drizzt Do'Urden e alle milizie delle cittadine riuscirono unendo le forze a sventare la minaccia, decimando gli attaccanti. È alla fine di questi scontri che la vita di Wulfgar cambiò. Bruenor infatti lo salvò da morte certa prendendolo con sé, obbligandolo però ad un patto: in cambio della vita, il barbaro sarebbe dovuto rimanere sotto il suo comando per cinque anni e un giorno, lavorando al suo servizio nelle fucine dei nani. Durante questo periodo, il legame fra Bruenor e Wulfgar si consolidò e, anche se non dandolo a vedere, l'amicizia fra i due non fu quella fra carceriere e carcerato, ma quella tra un padre burbero ma buono e un figlio altrettanto testardo ma dall'animo gentile.
Al termine dei cinque anni, Bruenor fece per il barbaro uno degli artefatti più importanti per un nano: forgiò in mithral un martello da guerra magico che poi donò a Wulfagar, noto con il nome di Aegis-Fang. Insieme ad esso, il nano gli regalò anche la possibilità di imparare a combattere sotto l'insegnamento del drow Drizzt Do'Urden. In questo breve periodo l'amicizia fra i due divenne sempre più grande, culminando nel momento in cui insieme sventarano il primo degli attacchi di un'orda di troll diretta verso le Dieci Cittadine sotto il comando della reliquia Crenshinibon e del suo padrone Akar Kessel. Wulfgar, oramai libero dal patto stretto con Bruenor Battlehammer, partì verso la grotta di "Gelida Morte", un drago bianco il cui nome vero è Ingeloakastimizilian; lì sconfisse la creatura con l'aiuto di Drizzt. Il riuscire nell'impresa gli permise di avere il diritto di sfidare il capo della tribù barbara Heafstaag; una volta sconfitto il capo, Wulfgar prese il comando della tribù e, per la prima volta, i barbari si allearono con le Dieci Cittadine. Grazie a questa alleanza, la minaccia della reliquia Crenshinibon fu sventata. Dopo la battaglia, Wulfgar decise di non abbandonare i suoi compagni d'avventura, in particolare Cattie-brie, la donna cresciuta da Bruenor come fosse sua figlia e di cui pian piano il barbaro si innamorò fino a decidere di sposarla.
A seguito della riconquista di Mithral Hall, la leggendaria roccaforte nanica del clan Battlehammer di cui Bruenor è a capo, il barbaro si fermò lì insieme agli amici. Ma l'arrivo di Artemis Entreri sotto le spoglie di Regis l'halfling – grazie ad una maschera incantata capace di modificare le sembianze di chi la porta – portò scompiglio fra le mura della cittadella: Wulfgar cercò di uccidere Drizzt, iniziando poi a comportarsi nei confronti della sua compagna secondo le usanze barbare. Ne L'eredità, Wulfgar viene sepolto sotto le rocce mentre combatte contro una yochlol, un abitante di un piano immondo servitore della dea Lolth, nel tentativo di salvare i suoi amici. Credendolo morto, Bruenor perse la vitalità di un tempo, abbandonandosi ad una vita monotona. Anche gli amici, Drizzt, Cattie-brie e Regis, ne soffrirono la perdita. Drizzt decise così di lasciare Mithral Hall e raggiungere la sua terra natia, la città sotterranea Menzoberranzan, per porre fine alla minaccia che incombe sulla sua razza.
Ne L'alba degli eroi scopriamo che Wulfgar è stato donato da Lolth a Errtu, un demone molto forte in cambio di un aiuto. Proprio nell'opera sopra citata Errtu riapparirà per cercare il Crenshinibon. Con il suo ritorno riapparirà anche Wulfgar che verrà aiutato dagli amici. Tutti insieme riusciranno poi a battere il demone.
Wulfgar, essendo rimasto per molto tempo prigioniero di Errtu, comincia a dimostrare un carattere irrequieto e facilmente rissoso. Nella trilogia I sentieri delle Tenebre questo suo lato oscuro viene alla luce e per questo rimarrà per un po' a Luskan, in una taverna a lavorare come buttafuori. Qui conosce Morik Il Ladro; entrambi verranno poi incriminati (ingiustamente) per aver attentato alla vita del capitano Deudermont. Deudermont intercederà per loro e riuscirà a liberarli dalla pena capitale ma saranno comunque banditi.
Durante il loro vagare, assaltano una carrozza e catturano una fanciulla che lasceranno poi libera. La fanciulla, promessa sposa a un nobile signore di un piccolo paesino, accuserà (sempre ingiustamente) Wulfgar di averla stuprata e la figlia (successivamente chiamata Colson) verrà appunto affidata a lui. L'avere una bambina a cui badare riporta a Wulfgar il senno e, col tempo, riacquista il coraggio e l'animo gentile che aveva perso. Ne Il mare delle spade Wulfgar riuscirà, con l'aiuto di Drizzt Do'Urden e degli altri, a ritornare in possesso di Aegis-Fang.

### Letteratura
Il personaggio di Wulfgar è protagonista dei seguenti libri pubblicati in Italia da Armenia:
- Trilogia delle terre perdute
  - Le lande di ghiaccio
  - Le lande d'argento
  - Le lande di fuoco
- L'eredità di Drizzt
  - L'eredità
- I sentieri delle Tenebre
  - La lama silente
  - L'ora di Wulfgar
  - Il servitore della reliquia
  - Il mare delle spade

Altre apparizioni:
- L'eredità di Drizzt
  - Notte senza stelle
  - L'assedio delle ombre
  - L'alba degli eroi
- La lama del cacciatore
  - L'orda degli orchi
  - Il cacciatore solitario
  - Le due spade

## Zaknafein Do'Urden
Zaknafein Do'Urden è un personaggio fittizio creato da Robert Anthony Salvatore, per la serie pubblicata da Armenia, ora chiamata La leggenda di Drizzt, ambientata nel mondo dei Forgotten Realms. È il padre di Drizzt Do'Urden, il quale prenderà le sue buone intenzioni da lui. La caratteristica più importante di Zaknafein è infatti la sua innata propensione per la bontà, che si rifletterà nel figlio e nei suoi comportamenti. Zaknafein non ha mai avuto il coraggio di scappare dalla città degli elfi scuri per la rete di intrighi tessuta dalla Matrona Malice Do'Urden, e per la consapevolezza che il Sottosuolo sia un posto troppo pericoloso in cui vivere. Riuscirà a convincere il figlio a fuggire dalla città di Menzoberranzan, e la sua figura sarà per Drizzt una delle più significative e importanti non solo per la sua fuga nel Sottosuolo, ma anche nel suo viaggio per la superficie.
Zaknafein compare ne Il dilemma di Drizzt e ne La fuga di Drizzt (1990), primi due libri della Trilogia degli elfi scuri e dell'intera saga. Il personaggio fa poi una fugace apparizione nel decimo libro, L'alba degli eroi (1996), in forma di spirito e, infine, ricompare in carne ed ossa nel romanzo Timeless - Senza tempo (2018). 

### Storia
Zaknafein è il maestro d'armi del casato Do'Urden, che occupa dapprima il decimo posto nella gerarchia di Menzoberranzan, poi il nono in seguito alla sconfitta del casato DeVir, e poi l'ottavo posto in seguito alla sconfitta del casato Hun'ett. È considerato il migliore maestro d'armi di tutta la città, e quando Drizzt avrà compiuto sedici anni sarà il suo maestro, fino a che il figlio non andrà a Melee-Magthere, l'accademia militare di Menzoberranzan.
Durante l'apprendistato di Drizzt con Zaknafein per imparare a combattere, entrambi si rendono conto di essere molto simili e di odiare la società caotica e malvagia dei drow. Negli anni di apprendistato nasce tra loro un rapporto di profonda amicizia, che sembrerà sciogliersi quando Zaknafein sente parlare dell'incursione omicida di un drappello di drow in superficie di cui il figlio faceva parte. Quando Drizzt fa ritorno dall'accademia, entrambi credono che l'altro sia diventato malvagio, ma in un combattimento scoprono di essere ancora gli stessi e tornano ad essere più legati di prima.
Zaknafein si sacrificherà eroicamente per permettere al figlio di scappare da Menzoberranzan.

#### Morte
Zaknafein muore per mano di Malice Do'Urden, Matrona del Casato e sua precedente moglie. La madre Malice e la sorella maggiore, Briza Do'Urden, avevano ascoltato tramite una magia divinatoria il dialogo tra Zaknafein e Drizzt quando si erano riconciliati, scoprendo un crimine che Drizzt aveva compiuto precedentemente, che quindi doveva essere punito con la morte. Zaknafein non permette che Drizzt muoia, e quindi decide di farsi sacrificare al posto suo. Quando Drizzt scoprirà tutta la vicenda, troverà il coraggio di andarsene e scappare nel Sottosuolo.
Successivamente Matrona Malice decide di vendicarsi di Drizzt e della sua spregiudicatezza, e usa un incantesimo molto potente elargitole da Lolth in persona, chiamato Zin-Carla. Questo incantesimo permette di rianimare il corpo di un morto, e utilizzarlo per scopi propri. Malice fa dunque vagare Zaknafein - ora schiavo della sua volontà - per tutto il Sottosuolo per far sì che la versione non-morta del maestro d'armi trovi e uccida Drizzt. Zaknafein si scontra con il figlio in due occasioni: dapprima in un insediamento illithid - ove Drizzt viene salvato da un muro di pietra evocato magicamente - e in seguito in una caverna sotterranea piena d'acido. In questa occasione, la straordinaria abilità guerriera di Drizzt obbliga Matrona Malice a concedere allo spirito di Zaknafein maggior controllo sul corpo non-morto così che il maestro d'armi possa sconfiggere il figlio. Zaknafein, tuttavia, riesce a sfruttare la temporanea autonomia per sottrarsi al potere di Matrona Malice e acquisire nuovamente il controllo del proprio corpo; prima che questo gli sfugga di nuovo, si lancia nel lago d'acido sottostante per non uccidere Drizzt.

#### Apparizione come spirito
Anni dopo, Drizzt insegue nuovamente il demone Errtu per liberare un'anima che lui sa essere sua prigioniera. Il drow crede si tratti proprio di Zaknafein e pensa al ricongiungimento quasi con ossessione, ma alla fine scopre che l'ostaggio era un suo vecchio amico. In seguito a questo, l'amico sacerdote Cadderly fa in modo che lo spirito di Zaknafein faccia visita a Drizzt per rassicurarlo sulla pace trovata nell'aldilà.

#### Resurrezione
Molti anni dopo - successivamente ad un confronto fra Drizzt e Lolth stessa - la drow Yvonnel Baenre II porta un redivivo Zaknafein dal mercenario Jarlaxle, vecchio amico del maestro d'armi. Insieme, i tre si recano a Gauntlgrym, dove Zaknafein trova l'umana Catti-brie, moglie di Drizzt. La donna organizza quindi un incontro fra padre e figlio. 
Viene lasciato intendere che sia Lolth stessa la responsabile della resurrezione, ma i dettagli del come e del perché questo sia avvenuto non sono noti.     

### Accoglienza
Negli ultimi anni, si è intensificata la richiesta degli appassionati di un libro o una serie (cronologicamente precedente alle avventure di Drizzt) che veda protagonisti Zaknafein e Jarlaxle (che in alcune occasioni ammette di esser stato amico del maestro d'armi in passato). Sul forum del suo sito, Salvatore ha ammesso la possibilità che uno dei suoi futuri lavori possa riguardare proprio questa coppia di personaggi. Archiviato il 21 maggio 2005 in Internet Archive.
(da un post sul suo forum, in data 19/11/2003)
La richiesta dei fan è stata infine soddisfatta nel 2018 con il romanzo Timeless - Senza tempo, una buona parte del quale è dedicata specificamente al rapporto fra Zaknafein e Jarlaxle.